# Quorum Business Park
Quorum Business Park est une zone d'activité située à North Tyneside dans l’Angleterre du Nord-Est,.
Le site est localisé à 7 km de Newcastle et est étendu sur environ 9 hectares. Ses 6500 employés proviennent de 65 pays.

## Histoire
En 2009-2010 des entreprises ont commencé à arriver bénéficiant de soutiens, notamment du fonds d’investissement du Nord-Est ainsi que le programme d’innovation pour les PME de cette région.
Le parc a reçu deux récompenses : en 2011 le RICS Award et en 2013, la récompense de business du Nord Est dans la catégorie responsabilité des entreprises et environnement.
En 2019, Shelborn rachète la moitié du Quorum Business Park pour 40 millions de livres.
Au cours de l’année 2020, le prix de l’acquisition de propriété est remportée par Shelborn pour son achat.

## Environnement
Les bâtiments du parc d’activités ont le classement excellent ou très bon sur la notation BREEAM. Les bureaux disposent de l’air conditionnée, de cuisines et de douches, la notation EPC, « Environmental Power Concepts » est C.

## Entreprises présentes
En 2017 parmi les entreprises présentes on trouve :
- Balfour Beatty[3]
- Cofely[7]
- Convergys[3]
- Greggs[8]
- HM Revenue and Customs[3]
- Sitel Group[9]
- Tesco Bank[3]

Verisure rejoint le site en 2021-2022.